# Sol er oppe
|  | Denne artikel er oprettet af botten PalnaBot ud fra en ekstern database. Den kan derfor have sproglige fejl eller mangler. Denne skabelon kan fjernes efter kontrol af indholdet. |

Sol er oppe er en eksperimentalfilm instrueret af Gunnar Sneum efter manuskript af Gunnar Sneum.

## Handling
Titlen er åbningslinien i det tusindårige heltedigt, "Bjarkemål". En martialsk fantasi fra en alm. dansk villahave i hårdt, hvast forårslys.